# Mizerna
Mizerna ist eine Ortschaft der Gemeinde Czorsztyn im Powiat Nowotarski der Woiwodschaft Kleinpolen in Polen.

## Geographie
Der Ort liegt am nördlichen Ufer des Czorsztyn-Stausees an den Südhängen der Gorce, konkret des Gebirgszugs des Lubań, in der Region Podhale an der Woiwodschaftsstraße 969 von Nowy Targ nach Nowy Sącz.

## Tourismus
Seit der Errichtung des Stausees spielt der Tourismus eine immer wichtigere Rolle. Die touristische Infrastruktur ist gut ausgebaut. Im Ort gibt es eine moderne Marienkirche. Die mittelalterlichen Kunstwerke stammen teilweise aus Kirchen, die durch die Anlegung des Stausees überschwemmt wurden.

### Wassersport
Der Ort hat Zugang zum Badesee. Es gibt zwei Bootsanlegestellen. Es gibt die Möglichkeit, Segelboote und Kajaks zu mieten. Auch der örtliche Gebirgsbach Mizerzanka wurde gestaut und in einen Badesee umgewandelt.